# Peter Meyn
Peter Meyn (født 8. april 1749 i København, død 11. april 1808 sammesteds) var en dansk arkitekt og stadsbygmester i København, far til arkitekt Christian Meyn.

## Liv og gerning
Meyn var søn af snedkermester Anton (Anthoni) Christian Meyn (1712-1782) og Helene f. Klefts, blev født i København og døbt 11. april 1749. Han gennemgik Kunstakademiet med hæder og vandt dets forskellige medaljer, 1768 den store guldmedalje for opgaven En kongl. Militærskole for 100 Officersbørn. Han uddannede sig til bygmester under C.F. Harsdorff og blev 1771 kongelig bygningskonduktør, i hvilken egenskab han bl.a. ledede opførelsen af Christian VI’s og Frederik V’s gravkapel ved Roskilde Domkirke.
1777 rejste han til udlandet på Akademiets stipendium og blev borte i 6 år, hvori han særlig gjorde studier i Frankrig og Italien. Ved sin hjemkomst blev han agreeret af Akademiet og 1783 medlem på opgaven Et publik Bibliothek; samme år udnævntes han til 2. professor i bygningskunst, 1789 til stadsbygmester med bolig i Prinsens Palais og 1799, efter Harsdorffs død, til 1. professor ved Akademiet.
Som stadsbygmester spillede Meyn en betydelig rolle ved alle offentlige byggeforetagender; han var medlem af Slotskommissionen, han arbejdede i 1787-88 ivrigt for at få rejst en statue af Tordenskiold på Sankt Annæ Plads, han udviklede en ikke ringe energi efter den store ildebrand 1795, og han opførte gitteret omkring Rosenborg Have med butikkerne og de monumentale portpartier 1804.
Man har tillagt Meyn Kurantbankens bygning, som 1786 blev opført ved siden af Børsen og i forbindelse med denne, men efter de nyeste Oplysninger mener man nu, at det er Harsdorffs ændrede udkast, der er fulgt, og at Meyn kun har ledet arbejdet. Bankbygningen er senere nedrevet.
Meyns hovedværk er det kirurgiske akademi i Bredgade, fuldført 1787, en anselig, velproportioneret bygning, som ved sin ro og holdning altid vil bevare sin stilling som en af Københavns smukkeste bygninger fra denne periode. Winkler har stukket tegningerne til den paa 7 Plader.

## Ægteskaber
1783 ægtede Meyn Mette Marie Jensen (f. 1763, d. 1785), datter af Peder Jensen og Anne Marie f. Reimer, og efter dennes død 1786 Charlotte Amalie Avemann (f. 1763, d. 1830), datter af kældermester Johan Vilhelm Avemann og Charlotte Amalie f. Svendsen.
Han er begravet på Assistens Kirkegård.